# Kalanggunung
Kalanggunung is een bestuurslaag in het regentschap Pandeglang van de provincie Banten, Indonesië. Kalanggunung telt 1876 inwoners (volkstelling 2010).